# Messico ai Giochi della XXVI Olimpiade
Il Messico partecipò ai Giochi della XXVI Olimpiade, svoltisi ad Atlanta, Stati Uniti, dal 19 luglio al 4 agosto 1996, con una delegazione di 98 atleti impegnati in diciannove discipline.

## Medaglie
| Medaglia | Nome            | Sport    | Evento              |
| -------- | --------------- | -------- | ------------------- |
| Bronzo   | Bernardo Segura | Atletica | Marcia 20 km uomini |

## Risultati

### Calcio
- Uomini

| Atleta | Classifica |                    |
| --- | --- | ------------------ |
| V · D · M Nazionale olimpica messicana · Calcio ai Giochi Olimpici Estivi 1996 1 O. Sánchez · 2 Suárez · 3 Oteo · 4 Villa · 5 Davino · 6 Lara · 7 R. García · 8 Sol · 9 Campos · 10 L. García · 11 Blanco · 12 F. Sánchez · 13 Pardo · 14 Alvarado · 15 Arellano · 16 Alfaro · 17 Palencia · 18 Abundis · CT : de los Cobos | 7° |                    |
| Nazionale olimpica messicana · Calcio ai Giochi Olimpici Estivi 1996 | |                    |
| 1 O. Sánchez · 2 Suárez · 3 Oteo · 4 Villa · 5 Davino · 6 Lara · 7 R. García · 8 Sol · 9 Campos · 10 L. García · 11 Blanco · 12 F. Sánchez · 13 Pardo · 14 Alvarado · 15 Arellano · 16 Alfaro · 17 Palencia · 18 Abundis · CT: de los Cobos                                                                                 | 1 O. Sánchez · 2 Suárez · 3 Oteo · 4 Villa · 5 Davino · 6 Lara · 7 R. García · 8 Sol · 9 Campos · 10 L. García · 11 Blanco · 12 F. Sánchez · 13 Pardo · 14 Alvarado · 15 Arellano · 16 Alfaro · 17 Palencia · 18 Abundis · CT: de los Cobos | Messico (bandiera) |